# Горни-Кладари
Горни-Кладари (серб. Горњи Кладари) — населенный пункт в общине Србац, который принадлежит энтитету Республике Сербской, Босния и Герцеговина. По результатам югославской переписи населения 1991 года в Горни Кладари проживало 392 человека.

## История
Археологи из Музея Республики Сербской 23 марта 2012 года нашли у Горни Кладари остатки посуды римского периода.

## Население
| 1948                           | 1953 | 1961 | 1971 | 1981 | 1991 | - |
| ------------------------------ | ---- | ---- | ---- | ---- | ---- | - |
| 390                            | 393  | 384  | 357  | 415  | 391  | - |
| Гистограмма динамики населения |      |      |      |      |      |   |